# Manteca de cacao

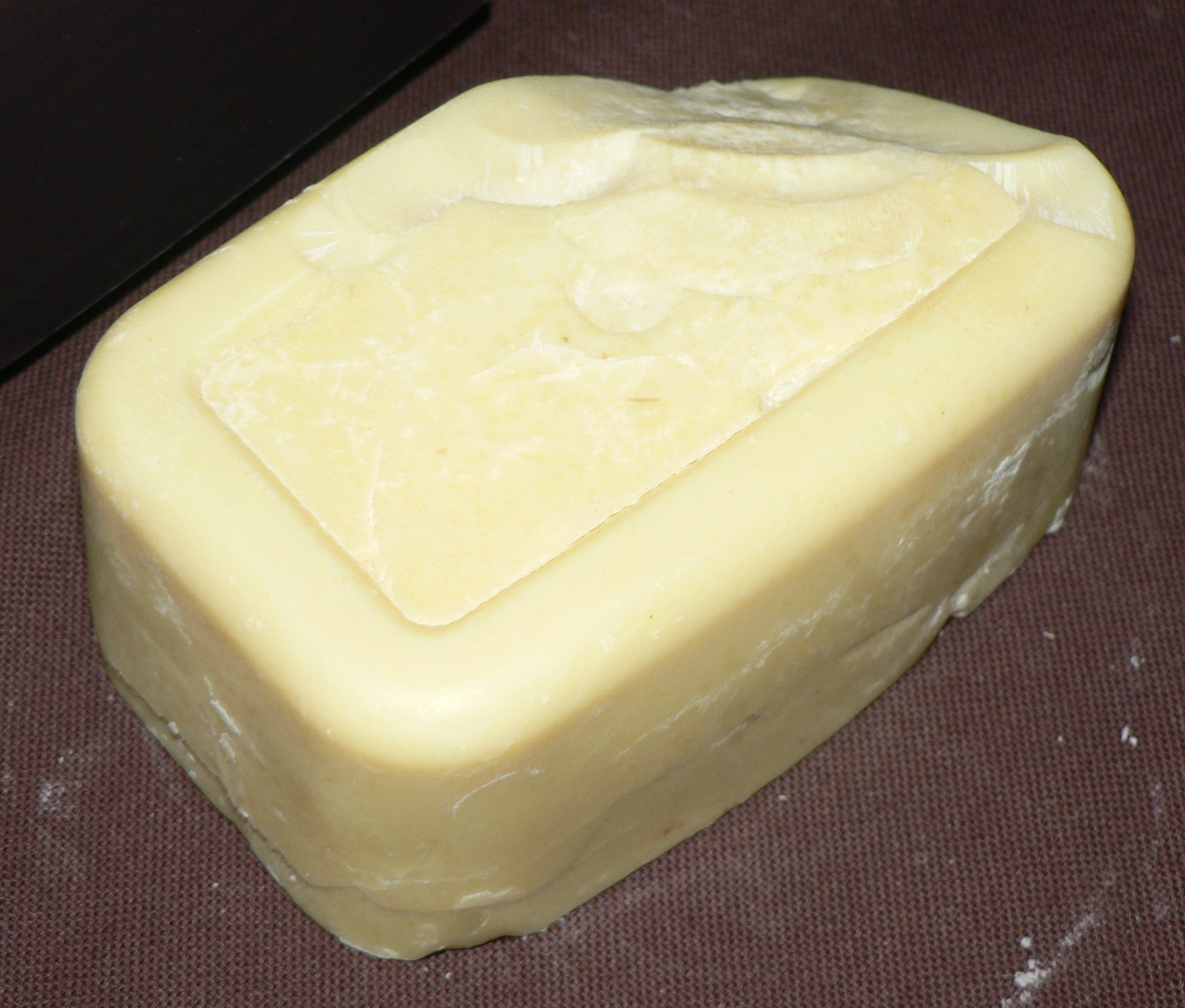
Manteca de cacao.

La manteca de cacao, también llamada aceite de julri, es la grasa natural comestible procedente del haba del cacao, extraída durante el proceso de fabricación del chocolate y que se separa de la masa de cacao mediante presión. La manteca de cacao tiene un suave aroma y sabor a chocolate. El cacao es el único sólido que se funde en el chocolate y su punto de fusión coincide con la temperatura corporal de los mamíferos. La manteca posee seis formas de polimorfismo cristalino (indicadas en números romanos del I al VI). Estas propiedades se explotan en las aplicaciones de confitería. Posee, además, diversas aplicaciones en cosmética.

## Características
La manteca de cacao es, al igual que muchas de las grasas vegetales, un conjunto de triglicéridos. Se puede decir que el chocolate es un compuesto terciario de tres sólidos en disolución: los sólidos de cacao, el azúcar cristalizado y la manteca. Tiene un punto de fusión cercano a los 34 a 38 °C (93 a 100° Fahrenheit), rindiéndole al chocolate solidez a temperatura ambiente pero derritiéndose fácilmente una vez dentro de la boca. El chocolate con leche se formula siempre en función de la manteca de cacao y las grasas de la leche. Sin embargo el chocolate compuesto empleado en las coberturas suele emplear sucedáneos de la manteca de cacao con el objeto de reducir los costes. La presencia de diversos tipos de grasas en el cacao cambia muchas de las propiedades físicas del mismo. 

### Características químicas
La composición de triglicéridos de las grasas en general suelen determinar las propiedades físicas, particularmente las propiedades térmicas. Las grasas animales suelen ser mezclas complejas de diversos triglicéridos, mientras que las grasas vegetales suelen ser más sencillas. Un ejemplo de grasa vegetal es la manteca de cacao que se compone de una mezcla de tres clases de triglicéridos (saturados, mono-insaturados y poli-insaturados). Los triglicéridos monoinsaturados constituyen el componente mayor debido a que supone un 80% del contenido graso total de la manteca. Sin embargo sólo tres triglicéridos constituyen el 95%  y son: el 1,3-palmitoil-2-oleoilglicerol (abreviado como POP), el 1-palmitoil-2-oleoil-3-estearoilglicerol (abreviado como POSt), y 1,3-estearoil-2-oleoilglicerol (abreviado como StOSt). Los poli-insaturados y tri-insaturados constituyen en total unos 13 triglicéridos, y éstos suponen un 3% restante. Esta composición proporciona a la manteca de cacao unas características térmicas muy similares a las de un compuesto puro.

### Características polimórficas
Las propiedades polimorfismo ha sido investigado en la manteca desde comienzos del siglo XX. Surge de la forma en la que se empacan los ácidos grasos. La manteca de cacao posee seis estructuras cristalinas que se indican con las letras romanas del I al VI, los cuales tienen puntos de fusión de 17°, 23°, 26°, y 35-37 °C respectivamente. El número de estructuras cristalinas de la manteca de cacao es un debate científico en el año 2010, debido a que algunos autores sostienen la existencia de menos fases. El caso es que la industria chocolatera trabaja con seis estructuras cristalinas.
| Cristal | Temp. fusión    | Notas                                                                    |
| ------- | --------------- | ------------------------------------------------------------------------ |
| I       | 17 °C (62,6 °F) | Ligero, granuloso, funde fácilmente.                                     |
| II      | 21 °C (69,8 °F) | Ligero, granuloso, funde fácilmente.                                     |
| III     | 26 °C (78,8 °F) | Firme, frágil, funde fácilmente.                                         |
| IV      | 28 °C (82,4 °F) | Firme, frágil, funde fácilmente.                                         |
| V       | 34 °C (93,2 °F) | Lustroso, firme, funde a temperaturas cercanas a las corporales (37 °C). |
| VI      | 36 °C (96,8 °F) | Duro, Toma semanas en formarse.                                          |

En la producción de chocolate se usa casi siempre los cristales β debido a su alto punto de fusión. Es por eso que en la producción de chocolate destinada a bombones y otros dulces parecidos, es de suma importancia llevar a cabo el proceso de templado del chocolate, gracias al cual podremos equiparar los puntos de fusión de estos cristales, ya que de lo contrario, nunca se lograra que el chocolate llegue a estar completamente sólido. Una estructura uniforme de cristal brindara textura lisa, suave, brillo y además el característico chasquido al masticar el chocolate.

## Usos
La manteca de cacao contiene antioxidantes naturales que previenen la rancidez, otorgándole una vida de almacenaje de dos a cinco años. Se utiliza por su textura lisa en varios alimentos (incluyendo el chocolate), así como en cosmética, productos para el cuidado de la piel, jabones. Fue usado como un excipiente en los supositorios rectales y para curar cicatrices, aunque su eficacia es cuestionable.
Con la manteca de cacao pura (sin adición de los sólidos de cacao que le dan su color pardo característico), leche y azúcar (o edulcorante) se elabora el llamado chocolate blanco (el cual en realidad es de color marfil).
Su aplicación en la piel previene la degradación del cutis por consecuencia de los rayos solares y también suele ser un gran humectante para el rostro por su Vitamina E.

## Sucedáneos
Existen diversas materias que sustituyen a la manteca del cacao. Los sustitutos o sucedáneos se suelen elaborar con concentraciones altas de ácido láurico (C12:0) y mirístico (C14:0), así como palmítico (C16:0), esteárico (C18:0) y oleico (C18:1). La mezcla de la manteca de cacao con cualquiera de estos ácidos grasos proporciona características físicas en el chocolate que influyen en su textura final.